# Jean-Baptiste Drouet (rewolucjonista)
Jean-Baptiste Drouet (ur. 8 stycznia 1763 w Sainte-Menehould, zm. 11 kwietnia 1824 w Mâcon) – polityk z okresu rewolucji francuskiej. Odegrał istotną rolę w operacji aresztowania króla Francji Ludwika XVI podczas jego ucieczki do Varennes.

## Młodość, Varennes oraz działalność w Konwencie
Urodzony w Sainte-Menehould, Drouet przez siedem lat służył we francuskiej armii. Później pomagał w obowiązkach swojemu ojcu, który pełnił urząd administratora poczty w Sainte-Menehould. Wieczorem 21 czerwca 1791 u drzwi jego domu zatrzymał się powóz wiozący zbiegłą z Paryża rodzinę królewską. Członkowie monarszego rodu zamierzali uciec z Francji poprzez Varennes. Pasażerowie konwoju, przedstawiający się przybranymi nazwiskami, zostali rozpoznani przez Droueta, który natychmiast podjął kroki prowadzące do ich aresztowania, do którego doszło, gdy konwój dotarł do Varennes.
Za tę przysługę rewolucyjna Legislatywa wyróżniła Droueta nagrodą wysokości 30 tys. franków. Jednak przypuszcza się, że Drouet odmówił przyjęcia pieniędzy. Natomiast we wrześniu 1792 roku wybrano go do Konwentu Narodowego, w którym został członkiem najbardziej radykalnego stronnictwa.
Drouet opowiadał się za wyrokiem śmierci dla króla bez prawa apelacji. Okazywał zaciekłą wrogość wobec żyrondystów. Z kolei po wybuchu wojny Republiki Francuskiej z pierwszą koalicją, proponował stracenie wszystkich brytyjskich rezydentów we Francji. W trakcie pełnienia obowiązków komisarza Konwentu w Armii Północy, został schwytany podczas oblężenia Maubeuge w 1793 i osadzony w więzieniu w Spielbergu, w którym przebywał aż do końca wojny w 1795. Wrócił w grudniu tego roku, wymieniony z innymi więźniami za córkę króla, Madame Royale.

## W okresie rządów Dyrektoriatu i później
Drouet został członkiem Rady Pięciuset. Uzyskał stanowisko sekretarza. Współpracował ze sprzysiężeniem François Babeufa, za co trafił do więzienia. Wkrótce udało mu się uciec do Szwajcarii. Stamtąd przedostał się na Teneryfę, gdzie w 1797 z powodzeniem przeciwstawił się atakowi Horacego Nelsona na tę wyspę. Później odwiedził Indie. Po powrocie do Francji nie był sądzony, lecz wrócił na stanowisko członka Rady Pięciuset. Tam związał się z formacją neojakobińską (która aspirowała do odnowienia klubu jakobinów).
W okresie Cesarstwa piastował urząd zastępcy prefekta w  Sainte-Menehould. Po restauracji monarchii w 1815 Drouet musiał wyjechać z Francji, w której uważano go za królobójcę. Wkrótce jednak potajemnie wrócił do kraju. Zamieszkał w Mâcon pod przybranym nazwiskiem Merger i aż do śmierci ukrywał swoją prawdziwą tożsamość.